# سكوت همفريز
سكوت همفريز (بالإنجليزية: Scott Humphries)‏ هو لاعب كرة مضرب أمريكي، ولد في 26 مايو 1976 في غريلي في الولايات المتحدة.

## وصلات خارجية
- سكوت همفريز على موقع رابطة محترفي التنس (الإنجليزية)
- سكوت همفريز على موقع الاتحاد الدولي لكرة المضرب (الإنجليزية)
- سكوت همفريز على موقع خلاصة التنس.كوم (الإنجليزية)